# Doktorerna (TV-program)
Doktorerna är ett svensk barnprogram från 2018. Programmet är producerat av Svenska Barnprogram för SVT och finns i tre säsonger. År 2019 blev Doktorerna kristallennominerat i kategorin "Årets Barnprogram".

## Handling
I doktorernas värld är inga fall för svåra, de lagar ben, röntgar hjärnan och tar ut stickor. I varje avsnitt träffar de dessutom en expert som hjälper Doktorerna och deras patient. 